# Вильхеринг
Вильхеринг (нем. Wilhering) — ярмарочная коммуна (нем. Marktgemeinde) в Австрии, в федеральной земле Верхняя Австрия. 
Входит в состав округа Линц.  Население составляет 5467 человек (на 1 января 2005 года). Занимает площадь 30 км². Официальный код  —  4 10 22.

## Политическая ситуация
Бургомистр коммуны — ЛАбг. Марио Вольфганг Мюльбёк (СДПА) по результатам выборов 2003 года.
Совет представителей коммуны (нем. Gemeinderat) состоит из 31 места.
- СДПА занимает 16 мест.
- АНП занимает 11 мест.
- Зелёные занимают 3 места.
- АПС занимает 1 место.